# Liste des médaillés aux Jeux olympiques d'été de 2004
Cet article liste les athlètes ayant remporté une médaille aux Jeux olympiques d'été de 2004 à Athènes (Grèce).

## Athlétisme
| Épreuves          | Or                                                                                             | Argent                                                                                                   | Bronze                                                                              |
| ----------------- | ---------------------------------------------------------------------------------------------- | --- | ----------------------------------------------------------------------------------- |
| Hommes            |                                                                                                | |                                                                                     |
| 100 m             | Justin Gatlin (USA)                                                                            | Francis Obikwelu (POR)                                                                                   | Maurice Greene (USA)                                                                |
| 200 m             | Shawn Crawford (USA)                                                                           | Bernard Williams (USA)                                                                                   | Justin Gatlin (USA)                                                                 |
| 400 m             | Jeremy Wariner (USA)                                                                           | Otis Harris (USA)                                                                                        | Derrick Brew (USA)                                                                  |
| 800 m             | Yuriy Borzakovskiy (RUS)                                                                       | Mbulaeni Mulaudzi (RSA)                                                                                  | Wilson Kipketer (DEN)                                                               |
| 1 500 m           | Hicham El Guerrouj (MAR)                                                                       | Bernard Lagat (KEN)                                                                                      | Rui Silva (POR)                                                                     |
| 5 000 m           | Hicham El Guerrouj (MAR)                                                                       | Kenenisa Bekele (ETH)                                                                                    | Eliud Kipchoge (KEN)                                                                |
| 10 000 m          | Kenenisa Bekele (ETH)                                                                          | Sileshi Sihine (ETH)                                                                                     | Zersenay Tadesse (ERI)                                                              |
| Marathon          | Stefano Baldini (ITA)                                                                          | Meb Keflezighi (USA)                                                                                     | Vanderlei de Lima (BRA)                                                             |
| 110 m haies       | Liu Xiang (CHN)                                                                                | Terrence Trammell (USA)                                                                                  | Anier García (CUB)                                                                  |
| 400 m haies       | Félix Sánchez (DOM)                                                                            | Danny McFarlane (JAM)                                                                                    | Naman Keïta (FRA)                                                                   |
| 3 000 m steeple   | Ezekiel Kemboi (KEN)                                                                           | Brimin Kipruto (KEN)                                                                                     | Paul Kipsiele Koech (KEN)                                                           |
| Relais 4 × 100 m  | Grande-Bretagne Darren Campbell Marlon Devonish Jason Gardener Mark Lewis-Francis              | États-Unis Shawn Crawford Justin Gatlin Maurice Greene Coby Miller Darvis Patton                         | Nigeria Deji Aliu Aaron Egbele Uchenna Emedolu Olusoji Fasuba                       |
| Relais 4 × 400 m  | États-Unis Derrick Brew Otis Harris Andrew Rock Jeremy Wariner Darold Williamson Kelly Willie  | Australie Patrick Dwyer Clinton Hill Mark Ormrod John Steffensen                                         | Nigeria Musa Audu James Godday Enefiok Udo-Obong Saul Weigopwa                      |
| 20 km marche      | Ivano Brugnetti (ITA)                                                                          | Francisco Fernández (ESP)                                                                                | Nathan Deakes (AUS)                                                                 |
| 50 km marche      | Robert Korzeniowski (POL)                                                                      | Denis Nizhegorodov (RUS)                                                                                 | Aleksey Voyevodin (RUS)                                                             |
| Saut en hauteur   | Stefan Holm (SWE)                                                                              | Matt Hemingway (USA)                                                                                     | Jeremy Wariner (CZE)                                                                |
| Saut à la perche  | Timothy Mack (USA)                                                                             | Toby Stevenson (USA)                                                                                     | Giuseppe Gibilisco (ITA)                                                            |
| Saut en longueur  | Dwight Phillips (USA)                                                                          | John Moffitt (USA)                                                                                       | Joan Lino Martínez (ESP)                                                            |
| Triple saut       | Christian Olsson (SWE)                                                                         | Marian Oprea (ROU)                                                                                       | Daniil Burkenya (RUS)                                                               |
| Lancer du poids   | Yuriy Bilonoh (UKR) Adam Nelson (USA)                                                          | Joachim Olsen (DEN)                                                                                      | Manuel Martínez (ESP)                                                               |
| Lancer du disque  | Virgilijus Alekna (LTU)                                                                        | Zoltán Kővágó (HUN)                                                                                      | Aleksander Tammert (EST)                                                            |
| Lancer du marteau | Kōji Murofushi (JPN)                                                                           | Ivan Tsikhan (BLR) Eşref Apak (TUR)                                                                      | Vadzim Dzeviatouski (BLR)                                                           |
| Lancer du javelot | Andreas Thorkildsen (NOR)                                                                      | Vadims Vasiļevskis (LAT)                                                                                 | Sergey Makarov (RUS)                                                                |
| Décathlon         | Roman Šebrle (RTC)                                                                             | Bryan Clay (USA)                                                                                         | Dmitriy Karpov (KAZ)                                                                |
| Femmes            |                                                                                                | |                                                                                     |
| 100 m             | Yuliya Nesterenko (BLR)                                                                        | Lauryn Williams (USA)                                                                                    | Veronica Campbell (JAM)                                                             |
| 200 m             | Veronica Campbell (JAM)                                                                        | Allyson Felix (USA)                                                                                      | Debbie Ferguson (BAH)                                                               |
| 400 m             | Tonique Williams-Darling (BAH)                                                                 | Ana Guevara (MEX)                                                                                        | Natalya Antyukh (RUS)                                                               |
| 800 m             | Kelly Holmes (GBR)                                                                             | Hasna Benhassi (MAR)                                                                                     | Jolanda Čeplak (SLO)                                                                |
| 1 500 m           | Kelly Holmes (GBR)                                                                             | Tatyana Tomashova (RUS)                                                                                  | Maria Cioncan (ROU)                                                                 |
| 5 000 m           | Meseret Defar (ETH)                                                                            | Isabella Ochichi (ETH)                                                                                   | Tirunesh Dibaba (ETH)                                                               |
| 10 000 m          | Xing Huina (CHN)                                                                               | Ejegayehu Dibaba (ETH)                                                                                   | Derartu Tulu (ETH)                                                                  |
| Marathon          | Mizuki Noguchi (JPN)                                                                           | Catherine Ndereba (KEN)                                                                                  | Deena Kastor (USA)                                                                  |
| 100 m haies       | Joanna Hayes (USA)                                                                             | Olena Krasovska (UKR)                                                                                    | Melissa Morrison (USA)                                                              |
| 400 m haies       | Faní Halkiá (GRE)                                                                              | Ionela Târlea (ROU)                                                                                      | Tetyana Tereshchuk-Antypova (UKR)                                                   |
| Relais 4 × 100 m  | Jamaïque Tayna Lawrence Sherone Simpson Aleen Bailey Veronica Campbell Beverly McDonald        | Russie Olga Fiodorova Yuliya Tabakova Irina Khabarova Larisa Kruglova                                    | France Véronique Mang Muriel Hurtis Sylviane Félix Christine Arron                  |
| Relais 4 × 400 m  | États-Unis DeeDee Trotter Monique Henderson Sanya Richards Monique Hennagan Moushaumi Robinson | Russie Olesya Krasnomovets Natalya Nazarova Olesya Zykina Natalya Antyukh Tatyana Firova Natalya Ivanova | Jamaïque Novlene Williams Michelle Burgher Nadia Davy Sandie Richards Ronetta Smith |
| 20 km marche      | Athanasía Tsoumeléka (GRE)                                                                     | Olimpiada Ivanova (RUS)                                                                                  | Jane Saville (AUS)                                                                  |
| Saut en hauteur   | Yelena Slesarenko (RUS)                                                                        | Hestrie Cloete (RSA)                                                                                     | Vita Styopina (UKR)                                                                 |
| Saut à la perche  | Yelena Isinbayeva (RUS)                                                                        | Svetlana Feofanova (RUS)                                                                                 | Anna Rogowska (POL)                                                                 |
| Saut en longueur  | Tatyana Lebedeva (RUS)                                                                         | Irina Simagina (RUS)                                                                                     | Tatyana Kotova (RUS)                                                                |
| Triple saut       | Françoise Mbango Etone (CMR)                                                                   | Hrysopiyí Devetzí (GRE)                                                                                  | Tatyana Lebedeva (RUS)                                                              |
| Lancer du poids   | Yumileidi Cumbá (CUB)                                                                          | Nadine Kleinert (GER)                                                                                    | Svetlana Krivelyova (RUS)                                                           |
| Lancer du disque  | Natalya Sadova (RUS)                                                                           | Anastasía Kelesidou (GBR)                                                                                | Irina Yatchenko (BLR) Věra Pospíšilová-Cechlová                                     |
| Lancer du marteau | Olga Kuzenkova (RUS)                                                                           | Yipsi Moreno (CUB)                                                                                       | Yunaika Crawford (CUB)                                                              |
| Lancer du javelot | Osleidys Menendez (CUB)                                                                        | Steffi Nerius (GER)                                                                                      | Miréla Manjani (GRE)                                                                |
| Heptathlon        | Carolina Klüft (SWE)                                                                           | Austra Skujytė (LTU)                                                                                     | Kelly Sotherton (GBR)                                                               |

## Aviron
| Épreuves                         | Or | Argent | Bronze |
| -------------------------------- | --- | --- | --- |
| Hommes                           | | | |
| Skiff                            | Olaf Tufte (NOR) | Jüri Jaanson (EST) | Ivo Yanakiev (BUL) |
| Deux de couple                   | France Adrien Hardy Sébastien Vieilledent                                                                                                   | Slovénie Iztok Čop Luka Špik | Italie Rossano Galtarossa Alessio Sartori |
| Deux de couple poids légers      | Pologne Tomasz Kucharski Robert Sycz | France Frédéric Dufour Pascal Touron | Grèce Vasílios Polýmeros Nikólaos Skiathítis |
| Quatre de couple                 | Russie Sergei Fedorovtev Igor Kravtsov Nikolay Spinev Aleksey Svirin                                                                        | République tchèque Jakub Hanák David Jirka Tomáš Karas David Kopřiva                                                                                             | Ukraine Serhiy Biloushchenko Serhiy Hryn Oleh Lykov Leonid Shaposhnykov                                                                                |
| Deux sans barreur                | Australie Drew Ginn James Tomkins | Croatie Nikša Skelin Siniša Skelin | Afrique du Sud Donovan Cech Ramon Di Clemente |
| Quatre sans barreur              | Grande-Bretagne James Cracknell Ed Coode Matthew Pinsent Steve Williams                                                                     | Canada Cameron Baerg Thomas Herschmiller Jacob Wetzel Barney Williams                                                                                            | Italie Luca Agamennoni Dario Dentale Raffaello Leonardo Lorenzo Porzio                                                                                 |
| Quatre sans barreur poids légers | Danemark Eskild Ebbesen Thomas Ebert Thor Kristensen Stephan Mølvig                                                                         | Australie Simon Burgess Ben Cureton Anthony Edwards Glen Loftus                                                                                                  | Italie Catello Amarante Salvatore Amitrano Lorenzo Bertini Bruno Mascarenhas                                                                           |
| Huit                             | États-Unis Chris Ahrens Wyatt Allen Dan Beery Peter Cipollone Matt Deakin Joey Hansen Beau Hoopman Jason Read Bryan Volpenhein              | Pays-Bas Michiel Bartman Chun Wei Cheung Geert-Jan Derksen Gerritjan Eggenkamp Jan-Willem Gabriëls Daniël Mensch Diederik Simon Matthijs Vellenga Gijs Vermeulen | Australie Bo Hanson Mike McKay Stuart Reside Geoffrey Stewart James Stewart Steve Stewart Stefan Szczurowski Michael Toon Stuart Welch                 |
| Femmes                           | | | |
| Skiff                            | Katrin Rutschow-Stomporowski (GER) | Ekaterina Karsten (BLR) | Rumyana Neykova (BUL) |
| Deux de couple                   | Nouvelle-Zélande Caroline Evers-Swindell Georgina Evers-Swindell                                                                            | Allemagne Britta Oppelt Peggy Waleska | Grande-Bretagne Elise Laverick Sarah Winckless |
| Deux de couple poids légers      | Roumanie Angela Alupei Constanța Burcică | Allemagne Claudia Blasberg Daniela Reimer | Pays-Bas Kirsten van der Kolk Marit van Eupen |
| Quatre de couple                 | Allemagne Kathrin Boron Kerstin El Qalqili Meike Evers Manuela Lutze                                                                        | Grande-Bretagne Debbie Flood Frances Houghton Alison Mowbray Rebecca Romero                                                                                      | Australie Amber Bradley Dana Faletic Kerry Hore Rebecca Sattin                                                                                         |
| Deux sans barreuse               | Roumanie Georgeta Damian Viorica Susanu | Grande-Bretagne Cath Bishop Katherine Grainger | Biélorussie Yuliya Bichyk Natallia Helakh |
| Huit                             | Roumanie Aurica Bărăscu Georgeta Damian Liliana Gafencu Elena Georgescu Doina Ignat Elisabeta Lipă Ioana Papuc Rodica Șerban Viorica Susanu | États-Unis Alison Cox Caryn Davies Megan Dirkmaat Kate Johnson Laurel Korholz Sam Magee Anna Mickelson-Cummins Lianne Nelson Mary Whipple                        | Pays-Bas Hurnet Dekkers Annemiek de Haan Nienke Hommes Sarah Siegelaar Marlies Smulders Helen Tanger Annemarieke van Rumpt Froukje Wegman Ester Workel |

## Badminton
| Épreuves          | Or                                     | Argent                                     | Bronze                                  |
| ----------------- | -------------------------------------- | ------------------------------------------ | --------------------------------------- |
| Simples messieurs | Taufik Hidayat (IDN)                   | Shon Seung-mo (KOR)                        | Sony Dwi Kuncoro (IDN)                  |
| Simples dames     | Zhang Ning (CHN)                       | Mia Audina (NED)                           | Zhou Mi (CHN)                           |
| Doubles messieurs | Corée du Sud Ha Tae-kwon Kim Dong-moon | Corée du Sud Lee Dong-soo Yoo Yong-sung    | Indonésie Eng Hian Flandy Limpele       |
| Doubles dames     | Chine Zhang Jiewen Yang Wei            | Chine Gao Ling Huang Sui                   | Corée du Sud Lee Kyung-won Ra Kyung-min |
| Doubles mxite     | Chine Zhang Jun Gao Ling               | Grande Bretagne Nathan Robertson Gail Emms | Danemark Jens Eriksen Mette Schjoldager |

## Baseball
| Épreuves         | Or | Argent | Bronze |
| ---------------- | --- | --- | --- |
| Tournoi masculin | Cuba Danny Betancourt Luis Borroto Frederich Cepeda Yorelvis Charles Michel Enríquez Norberto Gonzalez Yulieski Gurriel Pedro Luis Lazo Roger Machado Jonder Martínez Danny Miranda Frank Montieth Vicyohandri Odelin Adiel Palma Eduardo Paret Ariel Pestano Alexei Ramírez Eriel Sanchez Antonio Scull Carlos Tabares Yoandry Urgellés Osmani Urrutia Manuel Vega Norge Luis Vera | Australie Craig Anderson Thomas Brice Adrian Burnside Gavin Fingleson Paul Gonzales Nick Kimpton Brendan Kingman Craig Lewis Graeme Lloyd David Nilsson Trent Oeltjen Wayne Ough Chris Oxspring Brett Roneberg Ryan Rowland-Smith John Stephens Phil Stockman Brett Tamburrino Richard Thompson Andrew Utting Rodney van Buizen Glen Wigmore Glenn Williams Jeff Williams | Japon Ryoji Aikawa Yuya Ando Atsushi Fujimoto Kosuke Fukudome Hirotoshi Ishii Hisashi Iwakuma Hitoki Iwase Kenji Jojima Makoto Kaneko Takuya Kimura Masahide Kobayashi Hiroki Kuroda Daisuke Matsuzaka Daisuke Miura Shinya Miyamoto Arihito Muramatsu Norihiro Nakamura Michihiro Ogasawara Naoyuki Shimizu Yoshinobu Takahashi Yoshitomo Tani Koji Uehara Kazuhiro Wada Tsuyoshi Wada |

## Basket-ball
| Épreuves         | Or | Argent | Bronze |
| ---------------- | --- | --- | --- |
| Tournoi masculin | Argentine Carlos Delfino Gabriel Fernández Manu Ginóbili Leonardo Gutiérrez Wálter Herrmann Alejandro Montecchia Andrés Nocioni Fabricio Oberto Juan Ignacio Sánchez Luis Alberto Scola Hugo Sconochini Rubén Wolkowyski | Italie Gianluca Basile Massimo Bulleri Roberto Chiacig Giacomo Galanda Luca Garri Denis Marconato Michele Mian Gianmarco Pozzecco Nikola Radulović Alex Righetti Rodolfo Rombaldoni Matteo Soragna | États-Unis Carmelo Anthony Carlos Boozer Tim Duncan Allen Iverson LeBron James Richard Jefferson Stephon Marbury Shawn Marion Lamar Odom Emeka Okafor Amar'e Stoudemire Dwyane Wade          |
| Tournoi féminin  | États-Unis Sue Bird Swin Cash Tamika Catchings Yolanda Griffith Shannon Johnson Lisa Leslie Ruth Riley Katie Smith Dawn Staley Sheryl Swoopes Diana Taurasi Tina Thompson                                                | Australie Suzy Batkovic Sandy Brondello Trisha Fallon Kristi Harrower Lauren Jackson Natalie Porter Alicia Poto Belinda Snell Rachael Sporn Laura Summerton Penny Taylor Allison Tranquilli        | Russie Anna Arkhipova Olga Artechina Elena Baranova Tatiana Chtchogoleva Diana Gustilina Maria Kalmykova Ilona Korstine Irina Osipova Oxana Rakhmatulina Maria Stepanova Natalia Vodopyanova |

## Boxe
| Épreuves                          | Or                          | Argent                    | Bronze                       |
| --------------------------------- | --------------------------- | ------------------------- | ---------------------------- |
| Poids mi-mouches Moins de 48 kg   | Yan Bartelemí (CUB)         | Atagün Yalçınkaya (TUR)   | Zou Shiming (CHN)            |
| Poids mi-mouches Moins de 48 kg   | Yan Bartelemí (CUB)         | Atagün Yalçınkaya (TUR)   | Sergey Kazakov (RUS)         |
| Poids mouches Moins de 51 kg      | Yuriorkis Gamboa (CUB)      | Jérôme Thomas (FRA)       | Fuad Aslanov (AZE)           |
| Poids mouches Moins de 51 kg      | Yuriorkis Gamboa (CUB)      | Jérôme Thomas (FRA)       | Rustamhodza Rahimov (GER)    |
| Poids coqs Moins de 54 kg         | Guillermo Rigondeaux (CUB)  | Worapoj Petchkoom (THA)   | Aghasi Mammadov (AZE)        |
| Poids coqs Moins de 54 kg         | Guillermo Rigondeaux (CUB)  | Worapoj Petchkoom (THA)   | Bahodirjon Sooltonov (UZB)   |
| Poids plumes Moins de 57 kg       | Aleksey Tishchenko (RUS)    | Kim Song-guk (PRK)        | Vitali Tajbert (GER)         |
| Poids plumes Moins de 57 kg       | Aleksey Tishchenko (RUS)    | Kim Song-guk (PRK)        | Jo Seok-hwan (KOR)           |
| Poids légers Moins de 60 kg       | Mario Kindelán (CUB)        | Amir Khan (GBR)           | Serik Yeleuov (KAZ)          |
| Poids légers Moins de 60 kg       | Mario Kindelán (CUB)        | Amir Khan (GBR)           | Murat Khrachev (RUS)         |
| Poids super-légers Moins de 64 kg | Manus Boonjumnong (THA)     | Yudel Johnson (CUB)       | Boris Georgiev (BUL)         |
| Poids super-légers Moins de 64 kg | Manus Boonjumnong (THA)     | Yudel Johnson (CUB)       | Ionuț Gheorghe (ROU)         |
| Poids welters Moins de 69 kg      | Bakhtiyar Artayev (KAZ)     | Lorenzo Aragón (CUB)      | Kim Jung-joo (KOR)           |
| Poids welters Moins de 69 kg      | Bakhtiyar Artayev (KAZ)     | Lorenzo Aragón (CUB)      | Oleg Saitov (RUS)            |
| Poids moyens Moins de 75 kg       | Gaydarbek Gaydarbekov (RUS) | Gennady Golovkin (KAZ)    | Suriya Prasathinphimai (THA) |
| Poids moyens Moins de 75 kg       | Gaydarbek Gaydarbekov (RUS) | Gennady Golovkin (KAZ)    | Andre Dirrell (USA)          |
| Poids mi-lourds Moins de 81 kg    | Andre Ward (USA)            | Magomed Aripgadjiev (BLR) | Ahmed Ismail (EGY)           |
| Poids mi-lourds Moins de 81 kg    | Andre Ward (USA)            | Magomed Aripgadjiev (BLR) | Utkirbek Haydarov (UZB)      |
| Poids lourds Moins de 91 kg       | Odlanier Solís (CUB)        | Viktar Zuyev (BLR)        | Mohamed Elsayed (EGY)        |
| Poids lourds Moins de 91 kg       | Odlanier Solís (CUB)        | Viktar Zuyev (BLR)        | Naser Al Shami (SYR)         |
| Poids super-lourds Plus de 91 kg  | Aleksandr Povetkin (RUS)    | Mohamed Aly (EGY)         | Michel López Núñez (CUB)     |
| Poids super-lourds Plus de 91 kg  | Aleksandr Povetkin (RUS)    | Mohamed Aly (EGY)         | Roberto Cammarelle (ITA)     |

## Canoë-kayak

### Course en ligne
| Épreuves   | Or                                                                    | Argent                                                         | Bronze                                                                    |
| ---------- | --------------------------------------------------------------------- | -------------------------------------------------------------- | ------------------------------------------------------------------------- |
| Hommes     |                                                                       |                                                                |                                                                           |
| C1 500 m   | Andreas Dittmer (GER)                                                 | David Cal (ESP)                                                | Maksim Opalev (RUS)                                                       |
| C1 1 000 m | David Cal (ESP)                                                       | Andreas Dittmer (GER)                                          | Attila Vajda (HUN)                                                        |
| C2 500 m   | Chine Meng Guanliang Yang Wenjun                                      | Cuba Ibrahim Rojas Blanco Ledis Frank Balceiro Pajon           | Russie Aleksandr Kostoglod Aleksandr Kovalev                              |
| C2 1 000 m | Allemagne Christian Gille Tomasz Wylenzek                             | Russie Aleksandr Kostoglod Aleksandr Kovalev                   | Hongrie György Kozmann György Kolonics                                    |
| K1 500 m   | Adam van Koeverden (CAN)                                              | Nathan Baggaley (AUS)                                          | Ian Wynne (GBR)                                                           |
| K2 500 m   | Allemagne Ronald Rauhe Tim Wieskötter                                 | Australie Clint Robinson Nathan Baggaley                       | Biélorussie Raman Piatrushenka Vadzim Makhneu                             |
| K2 1 000 m | Suède Henrik Nilsson Markus Oscarsson                                 | Italie Beniamino Bonomi Antonio Rossi                          | Norvège Nils Olav Fjeldheim Eirik Verås Larsen                            |
| K4 1 000 m | Hongrie Zoltán Kammerer Botond Storcz Tate Smith Akos Vereckei        | Allemagne Björn Bach Andreas Ihle Stefan Ulm Mark Zabel        | Slovaquie Juraj Bača Michal Riszdorfer Richard Riszdorfer Erik Vlček      |
| Femmes     |                                                                       |                                                                |                                                                           |
| K1 500 m   | Natasa Janics (HUN)                                                   | Josefa Idem (ITA)                                              | Caroline Brunet (CAN)                                                     |
| K2 500 m   | Hongrie Natasa Janics Katalin Kovács                                  | Allemagne Birgit Fischer Carolin Leonhardt                     | Pologne Beata Sokołowska-Kulesza Aneta Pastuszka                          |
| K4 500 m   | Allemagne Birgit Fischer Carolin Leonhardt Maike Nollen Katrin Wagner | Hongrie Kinga Bóta Katalin Kovács Szilvia Szabó Erzsébet Viski | Ukraine Hanna Balabanova Olena Cherevatova Inna Osypenko Tetyana Semykina |

### Slalom
| Épreuves | Or                                              | Argent                               | Bronze                                           |
| -------- | ----------------------------------------------- | ------------------------------------ | ------------------------------------------------ |
| Hommes   |                                                 |                                      |                                                  |
| C1       | Tony Estanguet (FRA)                            | Michal Martikán (SVK)                | Stefan Pfannmöller (GER)                         |
| C2       | Slovaquie Pavol Hochschorner Peter Hochschorner | Allemagne Marcus Becker Stefan Henze | République tchèque Ondřej Štěpánek Jaroslav Volf |
| K1       | Benoît Peschier (FRA)                           | Campbell Walsh (GBR)                 | Fabien Lefèvre (FRA)                             |
| Femmes   |                                                 |                                      |                                                  |
| K1       | Elena Kaliská (SVK)                             | Rebecca Giddens (USA)                | Helen Reeves (GBR)                               |

## Cyclisme

### Route
| Épreuves         | Or                         | Argent                    | Bronze                |
| ---------------- | -------------------------- | ------------------------- | --------------------- |
| Hommes           |                            |                           |                       |
| Course en ligne  | Paolo Bettini (ITA)        | Sérgio Paulinho (POR)     | Axel Merckx (BEL)     |
| Contre-la-montre | Viatcheslav Ekimov (RUS)   | Bobby Julich (USA)        | Michael Rogers (AUS)  |
| Femmes           |                            |                           |                       |
| Course en ligne  | Sara Carrigan (AUS)        | Judith Arndt (GER)        | Olga Slyusareva (RUS) |
| Contre-la-montre | Leontien van Moorsel (NED) | Deirdre Demet-Barry (USA) | Karin Thürig (SUI)    |

### Piste
| Épreuves               | Or                                                                | Argent                                                                    | Bronze                                                                    |
| ---------------------- | ----------------------------------------------------------------- | ------------------------------------------------------------------------- | ------------------------------------------------------------------------- |
| Hommes                 |                                                                   |                                                                           |                                                                           |
| Vitesse individuelle   | Ryan Bayley (AUS)                                                 | Theo Bos (NED)                                                            | René Wolff (GER)                                                          |
| Vitesse par équipes    | Allemagne Jens Fiedler Stefan Nimke René Wolff                    | Japon Toshiaki Fushimi Masaki Inoue Tomohiro Nagatsuka                    | France Mickaël Bourgain Laurent Gané Arnaud Tournant                      |
| Poursuite individuelle | Bradley Wiggins (GBR)                                             | Bradley McGee (AUS)                                                       | Sergi Escobar (ESP)                                                       |
| Poursuite par équipes  | Australie Graeme Brown Brett Lancaster Bradley McGee Luke Roberts | Grande-Bretagne Steve Cummings Robert Hayles Paul Manning Bradley Wiggins | Espagne Carlos Castaño Panadero Sergi Escobar Asier Maeztu Carlos Torrent |
| Américaine             | Australie Graeme Brown Brett Lancaster Stuart O'Grady             | Suisse Franco Marvulli Bruno Risi                                         | Grande-Bretagne Robert Hayles Bradley Wiggins                             |
| Course aux points      | Mikhail Ignatiev (RUS)                                            | Joan Llaneras (ESP)                                                       | Guido Fulst (GER)                                                         |
| Keirin                 | Ryan Bayley (AUS)                                                 | José Antonio Escuredo (ESP)                                               | Shane Kelly (AUS)                                                         |
| Kilomètre              | Chris Hoy (GBR)                                                   | Arnaud Tournant (FRA)                                                     | Stefan Nimke (GER)                                                        |
| Femmes                 |                                                                   |                                                                           |                                                                           |
| 500 mètres             | Anna Meares (AUS)                                                 | Jiang Yonghua (CHN)                                                       | Natallia Tsylinskaya (BLR)                                                |
| Vitesse individuelle   | Lori-Ann Muenzer (CAN)                                            | Tamilla Abassova (RUS)                                                    | Anna Meares (AUS)                                                         |
| Poursuite individuelle | Sarah Ulmer (NZL)                                                 | Katie Mactier (AUS)                                                       | Leontien van Moorsel (NED)                                                |
| Course aux points      | Olga Slyusareva (RUS)                                             | Belem Guerrero (MEX)                                                      | María Luisa Calle (COL)                                                   |

### VTT
| Épreuves | Or                    | Argent                     | Bronze               |
| -------- | --------------------- | -------------------------- | -------------------- |
| Hommes   | Julien Absalon (FRA)  | José Antonio Hermida (ESP) | Bart Brentjens (NED) |
| Femmes   | Gunn-Rita Dahle (NOR) | Marie-Hélène Prémont (CAN) | Sabine Spitz (USA)   |

## Équitation
| Épreuves                     | Or | Argent | Bronze |
| ---------------------------- | --- | --- | --- |
| Concours complet individuel  | Leslie Law sur Shear l'Eau (GBR) | Kimberly Severson sur Winsome Adante (USA) | Pippa Funnell sur Primmore's Pride (GBR) |
| Concours complet par équipes | France Arnaud Boiteau sur Expo du Moulin Didier Courrèges sur Débat D'Estruval Cédric Lyard sur Fine Merveille Jean Teulère sur Espoir de la mare Nicolas Touzaint sur Galan de Sauvagère | Grande-Bretagne Jeanette Brakewell sur Over To You William Fox-Pitt sur Tamarillo Pippa Funnell sur Primmore's Pride Mary King sur King Solomon III Leslie Law sur Chear L'Eau | États-Unis Darren Chiacchia sur Windfall 2 Julie Richards sur Jacob Twi Two Kimberly Severson sur Winsome Adante Amy Tryon sur Poggio II John Williams sur Carrick |
| Dressage individuel          | Anky van Grunsven sur Salinero (NED) | Ulla Salzgeber sur Rusty (GER) | Beatriz Ferrer Salat sur Beauvalais (ESP) |
| Dressage par équipes         | Allemagne Heike Kemmer sur Bonaparte Ulla Salzgeber sur Rusty Martin Schaudt sur Weltall Hubertus Schmidt sur Wansuela Suerte                                                             | Espagne Beatriz Ferrer Salat sur Beauvalais Juan Antonio Jiménez sur Guizo Ignacio Rambla sur Oleaja Rafael Soto sur Invasor                                                   | États-Unis Robert Dover sur Kennedy Debbie McDonald sur Brentina Guenter Seidel sur Rusty Lisa Wilcox sur Relevant 5                                               |
| Saut d'obstacles individuel  | Rodrigo Pessoa sur Baloubet du Rouet (BRA) | Chris Kappler sur Royal Kaliber (USA) | Marco Kutscher Montender 2 (GER) |
| Saut d'obstacles par équipes | États-Unis Chris Kappler sur Royal Kaliber Beezie Madden sur Authentic McLain Ward sur Sapphire Peter Wylde sur Fein Cera                                                                 | Suède Malin Baryard-Johnsson sur Butterfly Flip Rolf-Göran Bengtsson et Mac Kinley Peter Eriksson sur Cardento Peder Fredricson sur Magic Bengtsson                            | Allemagne Christian Ahlmann sur Coester Otto Becker sur Cento Marco Kutscher sur Montender                                                                         |

## Escrime
| Épreuves           | Or                                                                       | Argent                                                                    | Bronze                                                                          |
| ------------------ | ------------------------------------------------------------------------ | ------------------------------------------------------------------------- | ------------------------------------------------------------------------------- |
| Hommes             |                                                                          |                                                                           |                                                                                 |
| Épée individuel    | Marcel Fischer (SUI)                                                     | Lei Wang (CHN)                                                            | Pavel Kolobkov (RUS)                                                            |
| Épée par équipe    | France Érik Boisse Fabrice Jeannet Jérôme Jeannet Hugues Obry            | Hongrie Gábor Boczkó Géza Imre Iván Kovács Krisztián Kulcsár              | Allemagne Jörg Fiedler Sven Schmid Daniel Strigel                               |
| Fleuret individuel | Brice Guyart (FRA)                                                       | Salvatore Sanzo (ITA)                                                     | Andrea Cassarà (ITA)                                                            |
| Fleuret par équipe | Italie Andrea Cassarà Salvatore Sanzo Simone Vanni                       | Chine Dong Zhaozhi Wang Haibin Wu Hanxiong                                | Russie Renal Ganeyev Yuri Moltchan Ruslan Nassibullin Viatcheslav Pozdniakov    |
| Sabre individuel   | Aldo Montano (ITA)                                                       | Zsolt Nemcsik (HUN)                                                       | Vladyslav Tretyak (UKR)                                                         |
| Sabre par équipe   | France Julien Pillet Damien Touya Gaël Touya                             | Italie Aldo Montano Giampiero Pastore Luigi Tarantino                     | Russie Aleksey Dyachenko Stanislav Pozdniakov Sergey Sharikov Aleksey Yakimenko |
| Femmes             |                                                                          |                                                                           |                                                                                 |
| Épée individuel    | Timea Nagy (HUN)                                                         | Laura Flessel (FRA)                                                       | Maureen Nisima (FRA)                                                            |
| Épée par équipe    | Russie Karina Aznavourian Tatiana Logunova Anna Sivkova Oksana Yermakova | Allemagne Claudia Bokel Imke Duplitzer Britta Heidemann Krisztián Kulcsár | France Sarah Daninthe Laura Flessel Hajnalka Kiraly Maureen Nisima              |
| Fleuret individuel | Valentina Vezzali (ITA)                                                  | Giovanna Trillini (ITA)                                                   | Sylwia Gruchała (POL)                                                           |
| Sabre individuel   | Mariel Zagunis (USA)                                                     | Tan Xue (CHN)                                                             | Sada Jacobson (USA)                                                             |

## Football
| Épreuves         | Or | Argent | Bronze |
| ---------------- | --- | --- | --- |
| Tournoi masculin | Argentine Roberto Ayala Willy Caballero Fabricio Coloccini Andrés D'Alessandro César Delgado Leandro Fernández Luciano Gabriel Figueroa Kily González Lucho González Mariano González Gabriel Heinze Germán Lux Javier Mascherano Nicolás Medina Clemente Rodríguez Mauro Rosales Javier Saviola Carlos Tévez | Paraguay Fredy Bareiro Diego Barreto Édgar Barreto Pedro Benitez José Cardozo Julio César Enciso Ernesto Cristaldo José Devaca Osvaldo Díaz Celso Esquivel Diego Figueredo Carlos Gamarra Pablo Giménez Julio González Emilio Martínez Julio Manzur Rodrigo Romero Aureliano Torres | Italie Marco Amelia Andrea Barzagli Daniele Bonera Cesare Bovo Giorgio Chiellini Simone Del Nero Daniele De Rossi Marco Donadel Matteo Ferrari Andrea Gasbarroni Alberto Gilardino Giandomenico Mesto Emiliano Moretti Angelo Palombo Ivan Pelizzoli Giampiero Pinzi Andrea Pirlo Giuseppe Sculli |
| Tournoi féminin  | États-Unis Shannon Boxx Brandi Chastain Joy Fawcett Julie Foudy Mia Hamm Angela Hucles Kristine Lilly Kristin Luckenbill Kate Markgraf Heather Mitts Heather O'Reilly Cindy Parlow Christie Rampone Cat Reddick Briana Scurry Lindsay Tarpley Aly Wagner Abby Wambach                                         | Brésil Aline Andréia Cristiane Daniela Dayane Elaine Formiga Grazielle Juliana Maravilha Marta Maycon Mônica Pretinha Renata Costa Rosana Roseli Tânia | Allemagne Nadine Angerer Isabell Bachor Sonja Fuss Kerstin Garefrekes Sarah Guenther Ariane Hingst Steffi Jones Renate Lingor Sandra Minnert Martina Müller Viola Odebrecht Navina Omilade Conny Pohlers Birgit Prinz Silke Rottenberg Kerstin Stegemann Petra Wimbersky Pia Wunderlich           |

## Gymnastique

### Artistique
| Épreuves                    | Or | Argent                                                                                                | Bronze |
| --------------------------- | --- | --- | --- |
| Hommes                      | | | |
| Concours par équipe         | Japon Takehiro Kashima Hisashi Mizutori Daisuke Nakano Hiroyuki Tomita Naoya Tsukahara Isao Yoneda      | États-Unis Jason Gatson Morgan Hamm Paul Hamm Brett McClure Blaine Wilson Guard Young                 | Roumanie Marian Drăgulescu Daniel Popescu Dan Potra Răzvan Șelariu Ioan Silviu Suciu Marius Urzică              |
| Concours général individuel | Paul Hamm (USA)                                                                                         | Kim Dae-eun (KOR)                                                                                     | Yang Tae-young (KOR)                                                                                            |
| Sol                         | Kyle Shewfelt (CAN)                                                                                     | Marian Drăgulescu (ROU)                                                                               | Yordan Yovchev (BUL)                                                                                            |
| Cheval d'arçon              | Teng Haibin (CHN)                                                                                       | Marius Urzică (ROU)                                                                                   | Takehiro Kashima (JPN)                                                                                          |
| Anneaux                     | Dimosthénis Tampákos (GRE)                                                                              | Yordan Yovchev (BUL)                                                                                  | Jury Chechi (ITA)                                                                                               |
| Saut                        | Gervasio Deferr (ESP)                                                                                   | Jevgēņijs Saproņenko (LAT)                                                                            | Marian Drăgulescu (ROU)                                                                                         |
| Barres parallèles           | Valeriy Honcharov (UKR)                                                                                 | Hiroyuki Tomita (JPN)                                                                                 | Li Xiaopeng (CHN)                                                                                               |
| Barre fixe                  | Igor Cassina (ITA)                                                                                      | Paul Hamm (USA)                                                                                       | Isao Yoneda (JPN)                                                                                               |
| Femmes                      | | | |
| Concours par équipe         | Roumanie Oana Ban Alexandra Eremia Cătălina Ponor Monica Roșu Nicoleta Daniela Sofronie Silvia Stroescu | États-Unis Mohini Bhardwaj Annia Hatch Terin Humphrey Courtney Kupets Courtney McCool Carly Patterson | Russie Lyudmila Ezhova Svetlana Khorkina Mariya Kryuchkova Anna Pavlova Elena Zamolodchikova Natalya Ziganshina |
| Concours général individuel | Carly Patterson (USA)                                                                                   | Svetlana Khorkina (RUS)                                                                               | Zhang Nan (CHN)                                                                                                 |
| Saut                        | Monica Roșu (ROU)                                                                                       | Annia Hatch (USA)                                                                                     | Anna Pavlova (RUS)                                                                                              |
| barre asymétriques          | Émilie Le Pennec (FRA)                                                                                  | Terin Humphrey (USA)                                                                                  | Courtney Kupets (USA)                                                                                           |
| Poutre                      | Cătălina Ponor (ROU)                                                                                    | Carly Patterson (USA)                                                                                 | Alexandra Eremia (ROU)                                                                                          |
| Sol                         | Cătălina Ponor (ROU)                                                                                    | Nicoleta Daniela Sofronie (ROU)                                                                       | Patricia Moreno (ESP)                                                                                           |

### Rythmique
| Épreuves    | Or | Argent                                                                                                 | Bronze |
| ----------- | --- | --- | --- |
| Individuel  | Alina Kabaeva (RUS)                                                                                   | Irina Tchachina (RUS)                                                                                  | Anna Bessonova (UKR)                                                                                              |
| Par équipes | Russie Olesia Beluguina Olga Glatskikh Tatiana Kurbakova Natalia Lavrova Elena Murzina Elena Posevina | Italie Elisa Blanchi Fabrizia D'Ottavio Marinella Falca Daniela Masseroni Elisa Santoni Laura Vernizzi | Bulgarie Zhaneta Ilieva Eleonora Kezhova Zornitsa Marinova Kristina Rangelova Galina Tancheva Vladislava Tancheva |

## Haltérophilie
| Épreuves        | Or                       | Argent                     | Bronze                   |
| --------------- | ------------------------ | -------------------------- | ------------------------ |
| Hommes          |                          |                            |                          |
| Moins de 56 kg  | Halil Mutlu (TUR)        | Wu Meijin (CHN)            | Sedat Artuç (TUR)        |
| Moins de 62 kg  | Shi Zhiyong (CHN)        | Le Maosheng (CHN)          | Israel José Rubio (VEN)  |
| Moins de 69 kg  | Zhang Guozheng (CHN)     | Bae Young Lee (KOR)        | Nikolaj Pešalov (CRO)    |
| Moins de 77 kg  | Taner Sagir (TUR)        | Sergey Filimonov (KAZ)     | Reyhan Arabacıoğlu (TUR) |
| Moins de 85 kg  | Giorgi Asanidze (GEO)    | Andrei Rybakou (BLR)       | Pýrros Dímas (GRE)       |
| Moins de 94 kg  | Milen Dobrev (BUL)       | Khadjimourat Akkaïev (RUS) | Eduard Tjukin (RUS)      |
| Moins de 105 kg | Dmitry Berestov (RUS)    | Igor Razoronov (UKR)       | Gleb Pisarevskiy (RUS)   |
| Plus de 105 kg  | Hossein Reza Zadeh (IRN) | Viktors Ščerbatihs (LET)   | Velichko Cholakov (BUL)  |
| Femmes          |                          |                            |                          |
| Moins de 48 kg  | Nurcan Taylan (TUR)      | Li Zhuo (CHN)              | Aree Wiratthaworn (THA)  |
| Moins de 53 kg  | Udomporn Polsak (THA)    | Raema Lisa Rumbewas (INA)  | Mabel Mosquera (COL)     |
| Moins de 58 kg  | Chen Yanqing (CHN)       | Ri Song-hui (PRK)          | Wandee Kameaim (THA)     |
| Moins de 63 kg  | Nataliya Skakun (UKR)    | Hanna Batsiushka (BLR)     | Tatsiana Stukalava (BLR) |
| Moins de 69 kg  | Liu Chunhong (CHN)       | Eszter Krutzler (HUN)      | Zarema Kasaeva (RUS)     |
| Moins de 75 kg  | Pawina Thongsuk (THA)    | Natalia Zabolotnaya (RUS)  | Valentina Popova (RUS)   |
| Plus de 75 kg   | Tang Gonghong (CHN)      | Jang Mi-ran (KOR)          | Agata Wróbel (POL)       |

## Handball
| Épreuves         | Or | Argent | Bronze |
| ---------------- | --- | --- | --- |
| Tournoi masculin | Croatie Ivano Balić Davor Dominiković Mirza Džomba Slavko Goluža Nikša Kaleb Blaženko Lacković Venio Losert Valter Matošević Petar Metličić Vlado Šola Denis Špoljarić Goran Šprem Igor Vori Drago Vuković Vedran Zrnić                                           | Allemagne Markus Baur Mark Dragunski Henning Fritz Pascal Hens Jan Olaf Immel Torsten Jansen Florian Kehrmann Stefan Kretzschmar Klaus-Dieter Petersen Christian Ramota Christian Schwarzer Christian Zeitz Daniel Stephan Frank von Behren Volker Zerbe | Russie Pavel Bachkine Alexandre Gorbatikov Viatcheslav Gorpichine Vitali Ivanov Édouard Kokcharov Alexeï Kostigov Denis Krivochlikov Vassili Koudinov Oleg Koulechov Andreï Lavrov Sergueï Pogorelov Alexeï Rastvortsev Mikhaïl Tchipourine Dimitri Torgovanov Aleksandr Toutchkine |
| Tournoi féminin  | Danemark Louise Bager Nørgaard Karin Mortensen Rikke Schmidt Rikke Skov Henriette Rønde Mikkelsen Mette Vestergaard Rikke Hørlykke Camilla Thomsen Lotte Kiærskou Trine Jensen Katrine Fruelund Kristine Andersen Karen Brødsgaard Line Daugaard Josephine Touray | Corée du Sud Oh Yong-ran Moon Kyeong-ha Woo Sun-hee Huh Soon-young Lee Gong-joo Jang So-hee Kim Hyun-ok Kim Cha-youn Oh Seong-ok Huh Young-sook Lim O-kyeong Lee Sang-eun Myoung Bok-hee Choi Im-jeong Moon Pil-hee                                      | Ukraine Nataliya Boryssenko Iryna Honcharova Laryssa Zaspa Hanna Bourmistrova Tetiana Chynkarenko Maryna Verhelyouk Olena Iatsenko Hanna Sioukalo Olena Radtchenko Olena Tsyhytsia Halyna Markouchevska Lioudmyla Chevtchenko Nataliya Lyapina Anastasiya Borodina Oksana Raichel   |

## Hockey sur gazon
| Épreuves         | Or | Argent | Bronze |
| ---------------- | --- | --- | --- |
| Tournoi masculin | Australie Michael Brennan Travis Brooks Dean Butler Liam de Young Jamie Dwyer Nathan Eglington Troy Elder Bevan George Robert Hammond Mark Hickman Mark Knowles Brent Livermore Michael McCann Stephen Mowlam Grant Schubert Matthew Wells        | Pays-Bas Matthijs Brouwer Ronald Brouwer Jeroen Delmee Teun de Nooijer Geert-Jan Derikx Rob Derikx Marten Eikelboom Floris Evers Erik Jazet Karel Klaver Jesse Mahieu Rob Reckers Taeke Taekema Sander van der Weide Klaas Veering Guus Vogels                                        | Allemagne Clemens Arnold Christoph Bechmann Sebastian Biederlack Philipp Crone Eike Duckwitz Christoph Eimer Björn Emmerling Florian Kunz Björn Michel Sascha Reinelt Justus Scharowsky Christian Schulte Timo Weß Tibor Weißenborn Matthias Witthaus Christopher Zeller     |
| Tournoi féminin  | Allemagne Tina Bachmann Caroline Casaretto Nadine Ernsting-Krienke Franziska Gude Mandy Haase Natascha Keller Denise Klecker Anke Kühn Badri Latif Heike Lätzsch Sonja Lehmann Silke Müller Fanny Rinne Marion Rodewald Louisa Walter Julia Zwehl | Pays-Bas Minke Booij Ageeth Boomgaardt Chantal de Bruijn Lisanne de Roever Mijntje Donners Sylvia Karres Fatima Moreira de Melo Eefke Mulder Maartje Scheepstra Janneke Schopman Clarinda Sinnige Minke Smabers Jiske Snoeks Macha van der Vaart Miek van Geenhuizen Lieve van Kessel | Argentine Magdalena Aicega Mariela Antoniska Inés Arrondo Luciana Aymar Claudia Burkart Soledad García Marina di Giacomo Mariana González Alejandra Gulla Mercedes Margalot Vanina Oneto María de la Paz Hernández María Rognoni Mariné Russo Ayelén Stepnik Paola Vukojicic |

## Judo
| Épreuves        | Or                     | Argent                    | Bronze                            |
| --------------- | ---------------------- | ------------------------- | --------------------------------- |
| Hommes          |                        |                           |                                   |
| Moins de 60 kg  | Tadahiro Nomura (JPN)  | Nestor Khergiani (GEO)    | Choi Min-ho (KOR)                 |
| Moins de 60 kg  | Tadahiro Nomura (JPN)  | Nestor Khergiani (GEO)    | Khashbaataryn Tsagaanbaatar (MGL) |
| Moins de 66 kg  | Masato Uchishiba (JPN) | Jozef Krnáč (SVK)         | Yordanis Arencibia (CUB)          |
| Moins de 66 kg  | Masato Uchishiba (JPN) | Jozef Krnáč (SVK)         | Georgi Georgiev (BUL)             |
| Moins de 73 kg  | Lee Won-hee (KOR)      | Vitali Makarov (RUS)      | Leandro Guilheiro (BRA)           |
| Moins de 73 kg  | Lee Won-hee (KOR)      | Vitali Makarov (RUS)      | James Pedro (USA)                 |
| Moins de 81 kg  | Ilías Iliádis (GRE)    | Roman Hontyuk (UKR)       | Flávio Canto (BRA)                |
| Moins de 81 kg  | Ilías Iliádis (GRE)    | Roman Hontyuk (UKR)       | Dmitri Nossov (RUS)               |
| Moins de 90 kg  | Zurab Zviadauri (GEO)  | Hiroshi Izumi (JPN)       | Mark Huizinga (NED)               |
| Moins de 90 kg  | Zurab Zviadauri (GEO)  | Hiroshi Izumi (JPN)       | Khasanbi Taov (RUS)               |
| Moins de 100 kg | Ihar Makarau (BLR)     | Jang Sung-ho (KOR)        | Michael Jurack (GER)              |
| Moins de 100 kg | Ihar Makarau (BLR)     | Jang Sung-ho (KOR)        | Ariel Zeevi (ISR)                 |
| Plus de 100 kg  | Keiji Suzuki (JPN)     | Tamerlan Tmenov (RUS)     | Indrek Pertelson (EST)            |
| Plus de 100 kg  | Keiji Suzuki (JPN)     | Tamerlan Tmenov (RUS)     | Dennis van der Geest (NED)        |
| Femmes          |                        |                           |                                   |
| Moins de 48 kg  | Ryōko Tani (JPN)       | Frédérique Jossinet (FRA) | Feng Gao (CHN)                    |
| Moins de 48 kg  | Ryōko Tani (JPN)       | Frédérique Jossinet (FRA) | Julia Matijass (GER)              |
| Moins de 52 kg  | Xian Dongmei (CHN)     | Yuki Yokosawa (JPN)       | Ilse Heylen (BEL)                 |
| Moins de 52 kg  | Xian Dongmei (CHN)     | Yuki Yokosawa (JPN)       | Amarilis Savón (CUB)              |
| Moins de 57 kg  | Yvonne Bönisch (GER)   | Kye Sun-hui (PRK)         | Deborah Gravenstijn (NED)         |
| Moins de 57 kg  | Yvonne Bönisch (GER)   | Kye Sun-hui (PRK)         | Yurisleidy Lupetey (CUB)          |
| Moins de 63 kg  | Ayumi Tanimoto (JPN)   | Claudia Heill (AUT)       | Driulis González (CUB)            |
| Moins de 63 kg  | Ayumi Tanimoto (JPN)   | Claudia Heill (AUT)       | Urška Žolnir (RUS)                |
| Moins de 70 kg  | Masae Ueno (JPN)       | Edith Bosch (NED)         | Annett Böhm (GER)                 |
| Moins de 70 kg  | Masae Ueno (JPN)       | Edith Bosch (NED)         | Qin Dongya (CHN)                  |
| Moins de 78 kg  | Noriko Anno (JPN)      | Liu Xia (CHN)             | Yurisel Laborde (CUB)             |
| Moins de 78 kg  | Noriko Anno (JPN)      | Liu Xia (CHN)             | Lucia Morico (ITA)                |
| Plus de 78 kg   | Maki Tsukada (JPN)     | Daima Beltrán (CUB)       | Tea Dongouzachvili (RUS)          |
| Plus de 78 kg   | Maki Tsukada (JPN)     | Daima Beltrán (CUB)       | Sun Fuming (CHN)                  |

## Lutte

### Libre
| Épreuves        | Or                          | Argent                     | Bronze                    |
| --------------- | --------------------------- | -------------------------- | ------------------------- |
| Hommes          |                             |                            |                           |
| Moins de 55 kg  | Mavlet Batirov (RUS)        | Stephen Abas (USA)         | Chikara Tanabe (JPN)      |
| Moins de 60 kg  | Yandro Quintana (CUB)       | Masoud Mostafa-Jokar (IRN) | Kenji Inoue (JPN)         |
| Moins de 66 kg  | Elbrus Tedeyev (CUB)        | Jamill Kelly (USA)         | Makhach Murtazaliev (RUS) |
| Moins de 74 kg  | Buvaysar Saytiev (RUS)      | Gennadiy Laliyev (KAZ)     | Iván Fundora (CUB)        |
| Moins de 84 kg  | Cael Sanderson (USA)        | Moon Eui-jae (KOR)         | Sazhid Sazhidov (RUS)     |
| Moins de 96 kg  | Khadzhimurat Gatsalov (RUS) | Magomed Ibragimov (UZB)    | Alireza Heidari (IRN)     |
| Moins de 120 kg | Artur Taymazov (UZB)        | Alireza Rezaei (IRN)       | Aydin Polatci (TUR)       |
| Femmes          |                             |                            |                           |
| Moins de 48 kg  | Iryna Merleni (UKR)         | Chiharu Ichō (JPN)         | Patricia Miranda (USA)    |
| Moins de 53 kg  | Saori Yoshida (JPN)         | Tonya Verbeek (CAN)        | Anna Gomis (FRA)          |
| Moins de 63 kg  | Kaori Ichō (JPN)            | Sara McMann (USA)          | Lise Legrand (FRA)        |
| Moins de 72 kg  | Xu Wang (CHN)               | Guzel Manyurova (RUS)      | Kyōko Hamaguchi (JPN)     |

### Gréco-Romaine
| Épreuves        | Or                            | Argent                     | Bronze                     |
| --------------- | ----------------------------- | -------------------------- | -------------------------- |
| Hommes          |                               |                            |                            |
| Moins de 55 kg  | István Majoros (HUN)          | Geidar Mamedaliyev (RUS)   | Artióm Kiouregkián (GRE)   |
| Moins de 60 kg  | Jung Ji-hyun (KOR)            | Roberto Monzón (CUB)       | Armen Nazarian (BUL)       |
| Moins de 66 kg  | Fərid Mansurov (AZE)          | Şeref Eroğlu (TUR)         | Mkhitar Manukyan (KAZ)     |
| Moins de 74 kg  | Aleksandr Doxturushvili (UZB) | Marko Yli-Hannuksela (FIN) | Varteres Samurgashev (RUS) |
| Moins de 84 kg  | Aleksey Mishin (RUS)          | Ara Abrahamian (SWE)       | Viachaslau Makaranka (BLR) |
| Moins de 96 kg  | Karam Gaber (EGY)             | Ramaz Nozadze (GEO)        | Mehmet Özal (TUR)          |
| Moins de 120 kg | Khasan Baroyev (RUS)          | Georgiy Tsurtsumia (KAZ)   | Rulon Gardner (USA)        |

## Natation
| Épreuves                     | Or | Argent | Bronze |
| ---------------------------- | --- | --- | --- |
| Hommes                       | | | |
| 50 m nage libre              | Gary Hall Jr. (USA) | Duje Draganja (CRO) | Roland Schoeman (RSA)                                                                                                 |
| 100 m nage libre             | Pieter van den Hoogenband (NED)                                                                                            | Roland Schoeman (RSA) | Ian Thorpe (AUS) |
| 200 m nage libre             | Ian Thorpe (AUS) | Pieter van den Hoogenband (NED)                                                                                          | Michael Phelps (USA)                                                                                                  |
| 400 m nage libre             | Ian Thorpe (AUS) | Grant Hackett (AUS) | Klete Keller (USA) |
| 1 500 m nage libre           | Grant Hackett (AUS) | Larsen Jensen (USA) | David Davies (GBR) |
| 100 m dos                    | Aaron Peirsol (USA) | Markus Rogan (AUT) | Tomomi Morita (JPN)                                                                                                   |
| 200 m dos                    | Aaron Peirsol (USA) | Markus Rogan (AUT) | Răzvan Florea (ROU)                                                                                                   |
| 100 m brasse                 | Kōsuke Kitajima (JPN) | Brendan Hansen (USA) | Hugues Duboscq (FRA)                                                                                                  |
| 200 m brasse                 | Kōsuke Kitajima (JPN) | Dániel Gyurta (HUN) | Brendan Hansen (USA)                                                                                                  |
| 100 m papillon               | Michael Phelps (USA) | Ian Crocker (USA) | Andriy Serdinov (UKR)                                                                                                 |
| 200 m papillon               | Michael Phelps (USA) | Takashi Yamamoto (JPN)                                                                                                   | Stephen Parry (GBR)                                                                                                   |
| 200 m quatre nages           | Michael Phelps (USA) | Ryan Lochte (USA) | George Bovell (TRI)                                                                                                   |
| 400 m quatre nages           | Ryan Lochte (USA) | Erik Vendt (USA) | László Cseh (HUN) |
| Relais 4 × 100 m nage libre  | Afrique du Sud Lyndon Ferns Ryk Neethling Roland Mark Schoeman Darian Townsend                                             | Pays-Bas Johan Kenkhuis Pieter van den Hoogenband Mark Veens Mitja Zastrow Klaas-Erik Zwering                            | États-Unis Ian Crocker Nate Dusing Gary Hall Jr. Jason Lezak Michael Phelps Neil Walker Gabe Woodward                 |
| Relais 4 × 200 m nage libre  | États-Unis Scott Goldblatt Klete Keller Dan Ketchum Ryan Lochte Michael Phelps Peter Vanderkaay                            | Australie Grant Hackett Michael Klim Antony Matkovich Todd Pearson Nicholas Sprenger Craig Stevens Ian Thorpe            | Italie Federico Cappellazzo Emiliano Brembilla Simone Cercato Filippo Magnini Matteo Pelliciari Massimiliano Rosolino |
| Relais 4 × 100 m quatre nage | États-Unis Ian Crocker Mark Gangloff Brendan Hansen Lenny Krayzelburg Jason Lezak Aaron Peirsol Michael Phelps Neil Walker | Allemagne Lars Conrad Steffen Driesen Jens Kruppa Helge Meeuw Thomas Rupprath                                            | Japon Kōsuke Kitajima Tomomi Morita Yoshihiro Okumura Takashi Yamamoto                                                |
| Femmes                       | | | |
| 50 m nage libre              | Inge de Bruijn (NED) | Malia Metella (FRA) | Libby Lenton (AUS) |
| 100 m nage libre             | Jodie Henry (AUS) | Inge de Bruijn (NED) | Natalie Coughlin (USA)                                                                                                |
| 200 m nage libre             | Camelia Potec (ROU) | Federica Pellegrini (ITA)                                                                                                | Solenne Figuès (FRA)                                                                                                  |
| 400 m nage libre             | Laure Manaudou (FRA) | Otylia Jędrzejczak (POL)                                                                                                 | Kaitlin Sandeno (USA)                                                                                                 |
| 800 m nage libre             | Ai Shibata (JPN) | Laure Manaudou (FRA) | Diana Munz (USA) |
| 100 m dos                    | Natalie Coughlin (USA) | Kirsty Coventry (ZIM) | Laure Manaudou (FRA)                                                                                                  |
| 200 m dos                    | Kirsty Coventry (ZIM) | Stanislava Komarova (RUS)                                                                                                | Antje Buschschulte (GER) Reiko Nakamura (JPN)                                                                         |
| 100 m brasse                 | Luo Xuejuan (CHN) | Brooke Hanson (AUS) | Leisel Jones (AUS) |
| 200 m brasse                 | Amanda Beard (USA) | Leisel Jones (AUS) | Anne Poleska (GER) |
| 100 m papillon               | Petria Thomas (AUS) | Otylia Jędrzejczak (POL)                                                                                                 | Inge de Bruijn (NED)                                                                                                  |
| 200 m papillon               | Otylia Jędrzejczak (POL)                                                                                                   | Petria Thomas (AUS) | Yūko Nakanishi (JPN)                                                                                                  |
| 200 m quatre nages           | Yana Klochkova (UKR) | Amanda Beard (USA) | Kirsty Coventry (ZIM)                                                                                                 |
| 400 m quatre nages           | Yana Klochkova (UKR) | Kaitlin Sandeno (USA) | Georgina Bardach (ARG)                                                                                                |
| Relais 4 × 100 m nage libre  | Australie Jodie Henry Libby Lenton Alice Mills Sarah Ryan Petria Thomas                                                    | États-Unis Lindsay Benko Maritza Correia Natalie Coughlin Kara Lynn Joyce Colleen Lanne Jenny Thompson Amanda Weir       | Pays-Bas Inge de Bruijn Inge Dekker Chantal Groot Annabel Kosten Marleen Veldhuis                                     |
| Relais 4 × 200 m nage libre  | États-Unis Lindsay Benko Natalie Coughlin Rhi Jeffrey Rachel Komisarz Carly Piper Kaitlin Sandeno Dana Vollmer             | Chine Pang Jiaying Li Ji (en) Yanwei Xu Yang Yu Yingwen Zhu                                                              | Allemagne Antje Buschschulte Petra Dallmann Janina Götz Sara Harstick Hannah Stockbauer Franziska van Almsick         |
| Relais 4 × 100 m quatre nage | Australie Brooke Hanson Jodie Henry Leisel Jones Alice Mills Giaan Rooney Jessicah Schipper Petria Thomas                  | États-Unis Amanda Beard Haley Cope Natalie Coughlin Kara Lynn Joyce Tara Kirk Rachel Komisarz Jenny Thompson Amanda Weir | Allemagne Antje Buschschulte Daniela Gotz Sarah Poewe Franziska van Almsick                                           |

## Natation synchronisée
| Épreuves | Or | Argent | Bronze |
| -------- | --- | --- | --- |
| Duo      | Russie Anastasia Davydova Anastasia Ermakova                                                                                                   | Japon Miya Tachibana Miho Takeda                                                                                 | États-Unis Alison Bartosik Anna Kozlova                                                                                       |
| Ballet   | Russie Elena Azarova Olga Brusnikina Anastasia Davydova Anastasia Ermakova Elvira Khasyanova Maria Kisseleva Olga Novokchtchenova Anna Shorina | Japon Michiyo Fujimaru Saho Harada Kanako Kitao Emiko Suzuki Miya Tachibana Miho Takeda Juri Tatsumi Yoko Yoneda | États-Unis Alison Bartosik Tamara Crow Rebecca Jasontek Anna Kozlova Sara Lowe Lauren McFall Stephanie Nesbitt Kendra Zanotto |

## Pentathlon moderne
| Épreuves | Or                     | Argent                       | Bronze                 |
| -------- | ---------------------- | ---------------------------- | ---------------------- |
| Hommes   | Andreï Moïsseïev (RUS) | Andrejus Zadneprovskis (LTU) | Libor Capalini (RTC)   |
| Femmes   | Zsuzsanna Vörös (HUN)  | Jeļena Rubļevska (LET)       | Georgina Harland (GBR) |

## Plongeon
| Épreuves                    | Or                                    | Argent                                       | Bronze                                   |
| --------------------------- | ------------------------------------- | -------------------------------------------- | ---------------------------------------- |
| Hommes                      |                                       |                                              |                                          |
| Tremplin à 3 m              | Peng Bo (CHN)                         | Alexandre Despatie (CAN)                     | Dmitri Sautin (RUS)                      |
| Haut-vol à 10 m             | Hu Jia (CHN)                          | Mathew Helm (AUS)                            | Tian Liang (CHN)                         |
| Tremplin à 3 m synchronisé  | Grèce Thomás Bímis Nikólaos Siranídis | Allemagne Tobias Schellenberg Andreas Wels   | Australie Steven Barnett Robert Newbery  |
| Haut-vol à 10 m synchronisé | Chine Yang Jinghui Tian Liang         | Grande-Bretagne Leon Taylor Peter Waterfield | Australie Mathew Helm Robert Newbery     |
| Femmes                      |                                       |                                              |                                          |
| Tremplin à 3 m              | Guo Jingjing (CHN)                    | Wu Minxia (CHN)                              | Yuliya Pakhalina (RUS)                   |
| Haut-vol à 10 m             | Chantelle Newbery (AUS)               | Lao Lishi (CHN)                              | Loudy Tourky (AUS)                       |
| Tremplin à 3 m synchronisé  | Chine Wu Minxia Guo Jingjing          | Russie Vera Ilyina Yuliya Pakhalina          | Australie Irina Lashko Chantelle Newbery |
| Haut-vol à 10 m synchronisé | Chine Lao Lishi Li Ting               | Russie Natalia Gontcharova Yulia Koltunova   | Canada Blythe Hartley Émilie Heymans     |

## Softball
| Épreuves        | Or | Argent | Bronze |
| --------------- | --- | --- | --- |
| Tournoi féminin | États-Unis Leah O'Brien Laura Berg Crystl Bustos Lisa Fernandez Jennie Finch Tairia Flowers Amanda Freed Lori Harrigan Lovieanne Jung Kelly Kretschman Jessica Mendoza Stacey Nuveman Cat Osterman Jenny Topping Natasha Watley | Australie Sandra Allen Marissa Carpadios Fiona Crawford Amanda Doman Peta Edebone Tanya Harding Natalie Hodgskin Simmone Morrow Tracey Mosley Stacey Porter Melanie Roche Natalie Titcume Natalie Ward Brooke Wilkins Kerry Wyborn | Japon Emi Inui Kazue Ito Yumi Iwabuchi Masumi Mishina Emi Naito Haruka Saito Hiroko Sakai Naoko Sakamoto Rie Sato Yuki Sato Juri Takayama Yukiko Ueno Reika Utsugi Eri Yamada Noriko Yamaji |

## Taekwondo
| Épreuves                    | Or                   | Argent                      | Bronze                     |
| --------------------------- | -------------------- | --------------------------- | -------------------------- |
| Hommes                      |                      |                             |                            |
| Poids mouche Moins de 58 kg | Chu Mu-yen (TPE)     | Óscar Salazar (MEX)         | Tamer Bayoumi (EGY)        |
| Poids léger Moins de 68 kg  | Hadi Saei (IRI)      | Huang Chih-hsiung (TPE)     | Song Myeong-seob (KOR)     |
| Poids moyen Moins de 80 kg  | Steven López (USA)   | Bahri Tanrikulu (TUR)       | Yousef Karami (IRI)        |
| Poids lourd Plus de 80 kg   | Moon Dae-sung (KOR)  | Aléxandros Nikolaïdis (GRE) | Pascal Gentil (FRA)        |
| Femmes                      |                      |                             |                            |
| Poids mouche Moins de 49 kg | Chen Shih-hsin (TPE) | Yanelis Labrada (COL)       | Yaowapa Boorapolchai (THA) |
| Poids léger Moins de 57 kg  | Jang Ji-won (KOR)    | Nia Abdallah (USA)          | Iridia Salazar (MEX)       |
| Poids moyen Moins de 67 kg  | Luo Wei (CHN)        | Elisavet Mystakidou (GRE)   | Hwang Kyung-seon (KOR)     |
| Poids lourd Plus de 67 kg   | Chen Zhong (CHN)     | Myriam Baverel (FRA)        | Adriana Carmona (VEN)      |

## Tennis
| Épreuves          | Or                                    | Argent                                           | Bronze                                   |
| ----------------- | ------------------------------------- | ------------------------------------------------ | ---------------------------------------- |
| Simples messieurs | Nicolás Massú (CHI)                   | Mardy Fish (USA)                                 | Fernando González (CHI)                  |
| Simples dames     | Justine Henin (BEL)                   | Amélie Mauresmo (FRA)                            | Alicia Molik (AUS)                       |
| Doubles messieurs | Chili Fernando González Nicolás Massú | Allemagne Nicolas Kiefer Rainer Schüttler        | Croatie Mario Ančić Ivan Ljubičić        |
| Doubles dames     | Chine Li Ting Sun Tiantian            | Espagne Conchita Martínez Virginia Ruano Pascual | Argentine Paola Suárez Patricia Tarabini |

## Tennis de table
| Épreuves          | Or                          | Argent                               | Bronze                             |
| ----------------- | --------------------------- | ------------------------------------ | ---------------------------------- |
| Simples messieurs | Ryu Seung-min (KOR)         | Wang Hao (CHN)                       | Wang Liqin (CHN)                   |
| Simples dames     | Zhang Yining (CHN)          | Kim Hyang-mi (KOR)                   | Kim Kyung-ah (KOR)                 |
| Doubles messieurs | Chine Chen Qi Ma Lin        | Hong Kong Ko Lai Chak Li Ching       | Danemark Michael Maze Finn Tugwell |
| Doubles dames     | Chine Wang Nan Zhang Yining | Corée du Sud Lee Eun-sil Seok Eun-mi | Chine Guo Yue Niu Jianfeng         |

## Tir
| Épreuves                     | Or                      | Argent                           | Bronze                       |
| ---------------------------- | ----------------------- | -------------------------------- | ---------------------------- |
| Hommes                       |                         |                                  |                              |
| Carabine à 10 m air comprimé | Zhu Qinan (CHN)         | Li Jie (CHN)                     | Jozef Gönci (SVK)            |
| Carabine à 50 m tir couché   | Matthew Emmons (USA)    | Christian Lusch (GER)            | Siarhei Martynau (BLR)       |
| Carabine à 3 × 40 50 m       | Jia Zhanbo (CHN)        | Michael Anti (USA)               | Christian Planer (AUT)       |
| Pistolet à 10 m air comprimé | Wang Yifu (CHN)         | Mikhail Nestruyev (RUS)          | Vladimir Isakov (RUS)        |
| Pistolet à 25 m tir rapide   | Ralf Schumann (GER)     | Sergei Poliakov (RUS)            | Sergei Alifirenko (RUS)      |
| Pistolet à 50 m tir rapide   | Mikhail Nestruyev (RUS) | Jin Jong-oh (KOR)                | Kim Jong-su (PRK)            |
| Pistolet à 10 m cible mobile | Manfred Kurzer (GER)    | Aleksandr Blinov (RUS)           | Dimitri Lykin (RUS)          |
| Skeet                        | Andrea Benelli (ITA)    | Marko Kemppainen (FIN)           | Juan Miguel Rodriguez (CUB)  |
| Trap                         | Aleksey Alipov (RUS)    | Giovanni Pellielo (ITA)          | Adam Vella (AUS)             |
| Double-trap                  | Ahmed al-Maktoum (EAU)  | Rajyavardhan Singh Rathore (IND) | Wang Zheng (CHN)             |
| Femmes                       |                         |                                  |                              |
| Carabine à 10 m air comprimé | Du Li (CHN)             | Lyubov Galkina (RUS)             | Kateřina Kůrková (CZE)       |
| Carabine à 3 × 20 50 m       | Lyubov Galkina (RUS)    | Valentina Turisini (ITA)         | Wang Chengyi (CHN)           |
| Pistolet à 10 m air comprimé | Olena Kostevych (UKR)   | Jasna Šekarić (SCG)              | Maria Grozdeva (BUL)         |
| Pistolet à 25 m tir rapide   | Maria Grozdeva (BUL)    | Lenka Hykova (CZE)               | Irada Aşumova (AZE)          |
| Skeet                        | Diána Igaly (HUN)       | Wei Ning (CHN)                   | Zemfira Meftahatdinova (AZE) |
| Trap                         | Suzanne Balogh (AUS)    | María Quintanal (ESP)            | Lee Bo-na (KOR)              |
| Double-trap                  | Kim Rhode (USA)         | Lee Bo-na (KOR)                  | Gao E (CHN)                  |

## Tir à l'arc
| Épreuves    | Or                                                    | Argent                                                      | Bronze                                                |
| ----------- | ----------------------------------------------------- | ----------------------------------------------------------- | ----------------------------------------------------- |
| Hommes      |                                                       |                                                             |                                                       |
| Individuel  | Marco Galiazzo (ITA)                                  | Hiroshi Yamamoto (JPN)                                      | Tim Cuddihy (AUS)                                     |
| Par équipes | Corée du Sud Im Dong-hyun Jang Yong-ho Park Gyeong-Mo | Taipei chinois Chen Szu-yuan Liu Ming-Huang Wang Cheng-Pang | Ukraine Dmytro Hrachov Viktor Ruban Oleksandr Serdiuk |
| Femmes      |                                                       |                                                             |                                                       |
| Individuel  | Park Sung-hyun (KOR)                                  | Lee Sung-jin (KOR)                                          | Alison Williamson (GBR)                               |
| Par équipes | Corée du Sud Lee Sung-jin Park Sung-hyun Yun Mi-jin   | Chine He Ying Lin Sang Zhang Juanjuan                       | Taipei chinois Chen Li-Ju Wu Hui-ju Yuan Shu-chi      |

## Trampoline
| Épreuves | Or                   | Argent                     | Bronze               |
| -------- | -------------------- | -------------------------- | -------------------- |
| Hommes   | Yuriy Nikitin (UKR)  | Aleksandr Moskalenko (RUS) | Henrik Stehlik (GER) |
| Femmes   | Anna Dogonadze (GER) | Karen Cockburn (CAN)       | Huang Shanshan (CHN) |

## Triathlon
| Épreuves | Or                  | Argent               | Bronze               |
| -------- | ------------------- | -------------------- | -------------------- |
| Hommes   | Hamish Carter (NZL) | Bevan Docherty (NZL) | Sven Riederer (SUI)  |
| Femmes   | Kate Allen (AUT)    | Loretta Harrop (AUS) | Susan Williams (USA) |

## Voile
| Épreuves | Or                                                       | Argent                                                    | Bronze                                                   |
| -------- | -------------------------------------------------------- | --------------------------------------------------------- | -------------------------------------------------------- |
| Hommes   |                                                          |                                                           |                                                          |
| Mistral  | Gal Fridman (ISR)                                        | Níkos Kaklamanákis (GRE)                                  | Nick Dempsey (GBR)                                       |
| Finn     | Ben Ainslie (GBR)                                        | Rafael Trujillo (ESP)                                     | Mateusz Kusznierewicz (POL)                              |
| 470      | États-Unis Kevin Burnham Paul Foerster                   | Grande-Bretagne Joe Glanfield Nick Rogers                 | Japon Kazuto Seki Kenjiro Todoroki                       |
| Star     | Brésil Marcelo Ferreira Torben Grael                     | Canada David Ross MacDonald Mike Wolfs                    | France Pascal Rambeau Xavier Rohart                      |
| Femmes   |                                                          |                                                           |                                                          |
| Mistral  | Faustine Merret (FRA)                                    | Yin Jian (CHN)                                            | Alessandra Sensini (ITA)                                 |
| Europe   | Siren Sundby (NOR)                                       | Lenka Smidova (CZE)                                       | Signe Livbjerg (DEN)                                     |
| 470      | Grèce Sofía Bekatórou Emilía Tsoúlfa                     | Espagne Sandra Azón Natalia Vía Dufresne                  | Suède Therese Torgersson Vendela Zachrisson              |
| Yngling  | Grande-Bretagne Sarah Ayton Shirley Robertson Sarah Webb | Ukraine Ganna Kalinina Svitlana Matevusheva Ruslana Taran | Danemark Dorte O. Jensen Helle Jespersen Christina Otzen |
| Mixte    |                                                          |                                                           |                                                          |
| Laser    | Robert Scheidt (BRA)                                     | Andreas Geritzer (AUT)                                    | Vasilij Žbogar (SLO)                                     |
| 49er     | Espagne Xavier Fernandez Iker Martínez                   | Ukraine George Leonchuk Rodion Luka                       | Grande-Bretagne Chris Draper Simon Hiscocks              |
| Tornado  | Autriche Roman Hagara Hans-Peter Steinacher              | États-Unis John C. Lovell Charlie Ogletree                | Argentine Carlos Espínola Santiago Lange                 |

## Volley-ball

### Beach-Volley
| Épreuves         | Or                                       | Argent                             | Bronze                                |
| ---------------- | ---------------------------------------- | ---------------------------------- | ------------------------------------- |
| Tournoi masculin | Brésil Emanuel Rego Ricardo Santos       | Espagne Javier Bosma Pablo Herrera | Suisse Patrick Heuscher Stefan Kobel  |
| Tournoi féminin  | États-Unis Misty May-Treanor Kerri Walsh | Brésil Shelda Bede Adriana Behar   | États-Unis Holly McPeak Elaine Youngs |

### En salle
| Épreuves         | Or | Argent | Bronze |
| ---------------- | --- | --- | --- |
| Tournoi masculin | Brésil Dante Amaral Nalbert Betancourt Gustavo Endres Ricardo Garcia Giovane Gávio Giba André Heller Mauricio Lima André Nascimento Anderson Rodrigues Rodrigo Santana Sérgio Santos | Italie Matej Černič Alberto Cisolla Paolo Cozzi Alessandro Fei Andrea Giani Luigi Mastrangelo Samuele Papi Damiano Pippi Andrea Sartoretti Vencislav Simeonov Paolo Tofoli Valerio Vermiglio                                       | Russie Pavel Abramov Sergueï Baranov Stanislav Dineikine Andreï Iegortchev Alekseï Kazakov Vadim Khamouttskikh Taras Khtey Aleksandr Kossarev Alekseï Koulechov Konstantin Ouchakov Sergey Tetyukhin Alekseï Verbov |
| Tournoi féminin  | Chine Chen Jing Feng Kun Li Shan Liu Yanan Song Nina Wang Lina Yang Hao Zhang Na Zhang Ping Zhang Yuehong Zhao Ruirui Zhou Suhong                                                    | Russie Ievguenia Artamonova Iekaterina Gamova Lioubov Kılıç Aleksandra Koroukovets Olga Nikolaïeva Ielena Plotnikova Natalia Safronova Marina Sheshenina Olga Tchoukanova Irina Tebenikhina Ielizaveta Tichtchenko Ielena Tiourina | Cuba Zoila Barros Rosir Calderón Nancy Carrillo Ana Fernández Maybelis Martínez Liana Mesa Anniara Muñoz Yaima Ortíz Daimí Ramírez Yumilka Ruíz Marta Sánchez Dulce Téllez                                          |

## Water-polo
| Épreuves         | Or | Argent | Bronze |
| ---------------- | --- | --- | --- |
| Tournoi masculin | Hongrie Tibor Benedek Péter Biros Rajmund Fodor István Gergely Tamás Kásás Gergely Kiss Norbert Madaras Tamás Molnár Ádám Steinmetz Barnabás Steinmetz Zoltán Szécsi Tamás Varga Attila Vári           | Serbie-et-Monténégro Aleksandar Ćirić Vladimir Gojković Danilo Ikodinović Viktor Jelenić Predrag Jokić Nikola Kuljača Slobodan Nikić Aleksandar Šapić Dejan Savić Denis Šefik Petar Trbojević Vanja Udovičić Vladimir Vujasinović      | Russie Roman Balashov Revaz Chomakhidze Alexander Fedorov Sergey Garbuzov Dmitriy Gorshkov Nikolay Kozlov Nikolay Maksimov Andrey Rekechinskiy Dmytro Stratan Aleksandr Yeryshov Vitaliy Yurchik Marat Zakirov Irek Zinnurov |
| Tournoi féminin  | Italie Carmela Allucci Alexandra Araujo Silvia Bosurgi Francesca Conti Elena Gigli Melania Grego Giusi Malato Tania Di Mario Martina Miceli Maddalena Musumeci Cinzia Ragusa Noémi Tóth Manuela Zanchi | Grèce Dímitra Asilián Georgía Ellináki Eftychía Karayiánni Angelikí Karapatáki Stavroúla Kozompóli Georgía Lará Kyriakí Liósi Antiópi Melidóni Antonía Moraïti Evi Moraitidou Anthi Mylonaki Katerina Oikonomopoulou Antigóni Roumpési | États-Unis Robin Beauregard Margaret Dingeldein Ellen Estes Jacqueline Frank DeLuca Natalie Golda Ericka Lorenz Heather Moody Thalia Munro Nicolle Payne Heather Petri Kelly Rulon Amber Stachowski Brenda Villa             |

## Athlètes les plus médaillés
| Athlète                   | Pays            | Sport                  | Médaille d'or, Jeux olympiques | Médaille d'argent, Jeux olympiques | Médaille de bronze, Jeux olympiques | Total |
| Michael Phelps            | États-Unis      | Natation               | 6                              | 0                                  | 2                                   | 8     |
| Petria Thomas             | Australie       | Natation               | 3                              | 1                                  | 0                                   | 4     |
| Amanda Beard              | États-Unis      | Natation               | 3                              | 0                                  | 0                                   | 3     |
| Grant Hackett             | Australie       | Natation               | 3                              | 0                                  | 0                                   | 3     |
| Paul Hamm                 | États-Unis      | Gymnastique artistique | 3                              | 0                                  | 0                                   | 3     |
| Jodie Henry               | Australie       | Natation               | 3                              | 0                                  | 0                                   | 3     |
| Otylia Jędrzejczak        | Pologne         | Natation               | 3                              | 0                                  | 0                                   | 3     |
| Carly Patterson           | États-Unis      | Gymnastique artistique | 3                              | 0                                  | 0                                   | 3     |
| Aaron Peirsol             | États-Unis      | Natation               | 3                              | 0                                  | 0                                   | 3     |
| Cătălina Ponor            | Roumanie        | Gymnastique artistique | 3                              | 0                                  | 0                                   | 3     |
| Pieter van den Hoogenband | Pays-Bas        | Natation               | 3                              | 0                                  | 0                                   | 3     |
| Natalie Coughlin          | États-Unis      | Natation               | 2                              | 2                                  | 1                                   | 5     |
| Ian Thorpe                | Australie       | Natation               | 2                              | 1                                  | 1                                   | 4     |
| Veronica Campbell         | Jamaïque        | Athlétisme             | 2                              | 0                                  | 1                                   | 3     |
| Kōsuke Kitajima           | Japon           | Natation               | 2                              | 0                                  | 1                                   | 3     |
| Inge de Bruijn            | Pays-Bas        | Natation               | 1                              | 1                                  | 2                                   | 4     |
| Kirsty Coventry           | Zimbabwe        | Natation               | 1                              | 1                                  | 1                                   | 3     |
| Ian Crocker               | États-Unis      | Natation               | 1                              | 1                                  | 1                                   | 3     |
| Justin Gatlin             | États-Unis      | Athlétisme             | 1                              | 1                                  | 1                                   | 3     |
| Brendan Hansen            | États-Unis      | Natation               | 1                              | 1                                  | 1                                   | 3     |
| Leisel Jones              | Australie       | Natation               | 1                              | 1                                  | 1                                   | 3     |
| Laure Manaudou            | France          | Natation               | 1                              | 1                                  | 1                                   | 3     |
| Kaitlin Sandeno           | États-Unis      | Natation               | 1                              | 1                                  | 1                                   | 3     |
| Roland Mark Schoeman      | Afrique du Sud  | Natation               | 1                              | 1                                  | 1                                   | 3     |
| Bradley Wiggins           | Grande-Bretagne | Cyclisme               | 1                              | 1                                  | 1                                   | 3     |
| Marian Drăgulescu         | Roumanie        | Gymnastique artistique | 0                              | 1                                  | 2                                   | 3     |
| Antje Buschschulte        | Allemagne       | Natation               | 0                              | 0                                  | 3                                   | 3     |